# Pozole

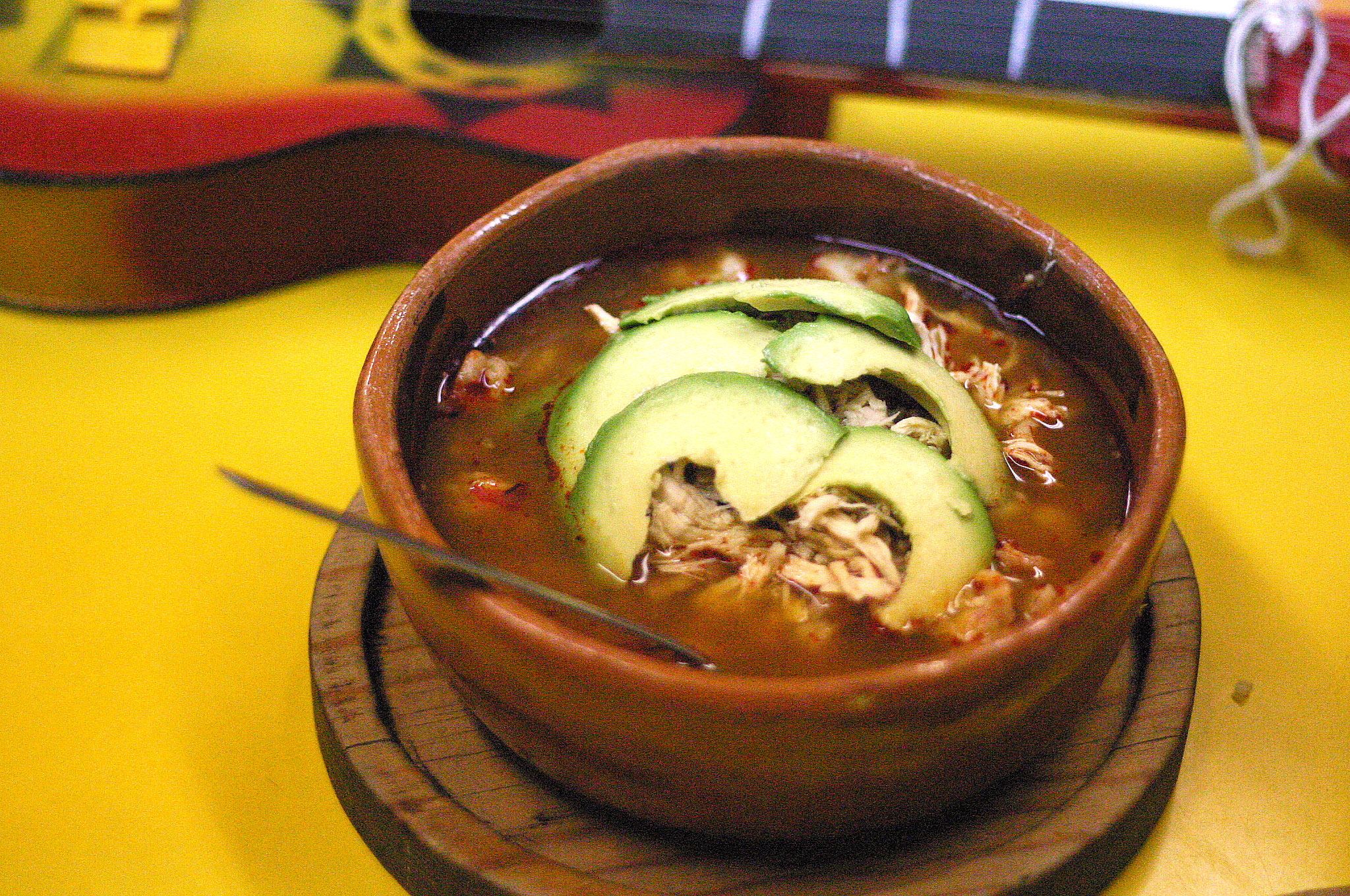
Pozole w Cuernavaca, Meksyk

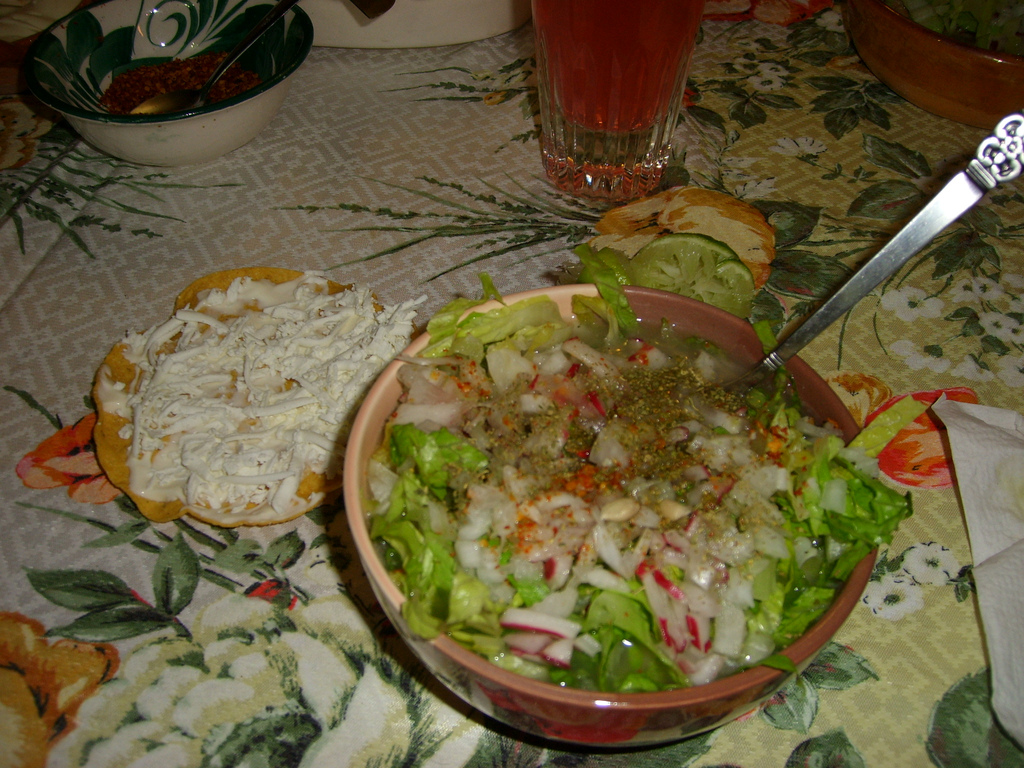
Pozole

Pozole (z nahuatl pozolli, 'pienisty') - rodzaj zupy meksykańskiej z ziaren specjalnej odmiany kukurydzy, zwanej cacahuazintle, z dodatkiem mięsa wieprzowego lub drobiowego. 
Cechą charakterystyczną tego dania jest to, że ziarna kukurydzy są uprzednio poddawane procesowi nikstamalizacji. Przygotowanie jest czasochłonne, ale potrawę tę można przygotować w dużych ilościach, wystarczająco dla wielkiej liczby osób, wobec czego często się ją spotyka np. z okazji meksykańskiego Święta Niepodległości (16 września).
Istnieje wiele odmian regionalnych, dodatkowe składniki najczęściej podaje się osobno, każdy dobiera je sobie według indywidualnych upodobań.